# Francesco Cossiga
Francesco Cossiga [frančèsko kosìga], italijanski pravnik, pedagog in politik, * 26. julij 1928, Sassari , † 17. avgust 2010, Rim.
Cossiga je bil notranji minister (1976-1978), ministrski predsednik (1979-1980), predsednik senata (1983-1985), predsednik republike (1985-1992) in zatem dosmrtni senator (od 1992).
Takratni predsednik Slovenije Milan Kučan mu je leta 1992 podelil zlati častni znak svobode Republike Slovenije za zasluge pri osamosvojitvi Slovenije.